# Matt Oakley
Matthew Oakley (Peterborough, Inglaterra, 17 de agosto de 1977), futbolista inglés retirado. Actualmente es entrenador asistente en el Milton Keynes Dons de la Football League Two.
Como futbolista, jugaba de volante y su último equipo fue el Exeter City de Inglaterra, donde se retiró en 2017.

## Selección nacional
Ha sido internacional con la Selección de fútbol de Inglaterra Sub-21.

## Clubes

### Como jugador
| Club           | País       | Año       |
| -------------- | ---------- | --------- |
| Southampton FC | Inglaterra | 1995-2006 |
| Derby County   | Inglaterra | 2006-2008 |
| Leicester City | Inglaterra | 2008-2011 |
| Exeter City    | Inglaterra | 2011-2017 |

### Como entrenador
| Club                          | País       | Año             |
| ----------------------------- | ---------- | --------------- |
| Milton Keynes Dons(Asistente) | Inglaterra | 2018 - presente |

## Palmarés

### Como jugador

#### Campeonatos nacionales
| Título              | Club           | País       | Año  |
| ------------------- | -------------- | ---------- | ---- |
| Football League One | Leicester City | Inglaterra | 2009 |